# Candovia annulata
Candovia annulata är en insektsart som först beskrevs av Brunner von Wattenwyl 1907.  Candovia annulata ingår i släktet Candovia och familjen Diapheromeridae. Inga underarter finns listade.